# Gorzuchówek
Gorzuchówek (niem. Klein Möhlten) – przysiółek wsi Ścinawka Dolna w Polsce, położony w województwie dolnośląskim, w powiecie kłodzkim, w gminie Radków. Wliczony w powierzchnię Ścinawki Dolnej.
W latach 1975–1998 przysiółek administracyjnie należał do województwa wałbrzyskiego.

## Położenie
Niewielka osada położona u zachodniego podnóża Orlej. Leży na prawym brzegu Ścinawki, na granicy Doliny Ścinawki i Wzgórz Ścinawskich w Kotlinie Kłodzkiej, na wysokości ok. 310–320 m n.p.m. Jej zabudowania łączą się na północnym zachodzie z domami Ścinawki Dolnej.

## Warunki naturalne
Gorzuchówek posiada bardzo interesującą budowę geologiczną, utworzoną przez amfibolity i fyllity, w których występuje szereg minerałów. Jedynym miejscem zalesionym jest - Orla, resztę zajmują użytki rolne.
Gorzuchówek jest osadą rolniczą. Znajduje się tu kilka gospodarstw rolnych, które jednak są pozbawione jakiegokolwiek zaplecza handlowo-usługowego. Przez Gorzuchówek prowadzi lokalna droga z Gorzuchowa do Kamieńca.

## Historia
W granicach Prus
Gorzuchówek powstał pod koniec XVIII w. jako kolonia Gorzuchowa po rozparcelowaniu majątku. Według ówczesnych podań należał on do jakiegoś Czecha i stąd miała wywodzić się jego starsza nazwa. Jednak wiadomo, że kolonia, wraz z Gorzuchowem wchodziła w skład dominium bożkowskiego, należące do rodu hrabiów von Magnis. W 1782 r. mieszkało tu tylko 4 zagrodników, a w 1825 r. kolonia należała do hr. von Falkenhausena. W 1840 r. powróciła do Magnisów. Nadal były tam 4 domy, ale powstał również mały folwark. Taki stan rzeczy utrzymywał się przez cały czas.
W granicach Polski
Po 1945 r. osada znalazła się w granicach Polski. Sytuacja nie zmieniła się i Gorzuchówek pozostał małą osadą rolniczą z tym, że okresowo był włączany w obręb Ścinawki Dolnej lub Gorzuchowa, a wraz z nimi do odpowiednich gromad. Zdarzało się, że równocześnie należał do dwóch wsi.